# NGC 3614
NGC 3614 (również PGC 34561 lub UGC 6318) – galaktyka spiralna (Sc), znajdująca się w gwiazdozbiorze Wielkiej Niedźwiedzicy w odległości około 115 milionów lat świetlnych. Odkrył ją William Herschel 5 lutego 1788 roku.